# الأزهر زناد
الأزهر زناد كاتب وباحث أكاديمي في اللسانيات العرفنية وفي الترجمة من تونس.

## التعليم
- المرحلة الأبتدائية: مدرسة فجيت رمادة الابتدائية زاما، سليانة، تونس.[5]
- التعليم الثانوي: البكالوريا: سليانة، تونس 1978.[5]
- المرحلة الجامعية: مايتريس «الحروف واللغة والحضارة العربية» جامعة تونس 1982.[5]
- الدكتوراه: أطروحة «المعجم في اللغة العربيةّ، تولّده وعلاقته بالتّركيب» جامعة منوبة 1998.[5]

## المناصب
- التدريس في المدارس الثانوية (وزارة التربية والتعليم) 1982-1983.[5]
- مساعد (كلية الآداب والفنون والآداب الإنسانية (FLAH)) 1986-1984.[5]
- رئيس المؤتمرات (كلية الآداب، الفنون والآداب الإنسانية (FLAH))2002-1998.[5]
- أستاذ جامعي، قسم اللغة العربية، كلية الآداب والفنون والآداب الإنسانية (FLAH) جامعة منوبة منذ عام 2002.[6]

- رئيس قسم اللسانيّات العرفنيّة واللّغة العربيّة، اللغويات المعرفية واللغة العربية مجموعة بحثية (CLAL)، منذ عام 2002 في FLAH، جامعة منوبة، تينيسي.[5]

## المنح والمشاركات
- برنامج فولبرايت، قسم اللغويات، جامعة ماساتشوستس في امهيرست 2001.[5]
- قسم اللغويات جامعة كولورادو في بولدر، جامعة تكساس في أوستن، جامعة أريزونا في توكسون 1988-1989.[5]
- برنامج التعاون الثقافي الفرنسي التونسي 1992، 1993، 1994.[5]
- زائر في جامعة باريس الثامنة.[5]

## الجوائز والتكريمات
- فاز بجائزة كتارا للرواية العربية في دورتها السادسة عام 2020 في فئة الروايات غير المنشورة عن روايته (الناطور).[7]
- نال الأزهر الزناد في 21 سبتمبر 2022 جائزة مجمع الملك سلمان العالمي للغة العربية في فرع «أبحاث اللغة العربية ودراساتها العلمية».[8][9]

## النتاج الأدبي
تنوع النتاج الأدبي للأزهر زناد بين الدراسات والأبحاث والترجمة وكتابة الروايات والشعر والمقالات.

### صدر له
| الكتاب                                    | اللغة      | الناشر                       | السنة | عدد الصفحات | الرقم الدولي             | المصدر        |
| ----------------------------------------- | ---------- | ---------------------------- | ----- | ----------- | ------------------------ | ------------- |
| النص والخطاب                              | العربيه    | دار محمد علي للنشر           | 2011  | 1384        | (ردمك 9789973333032)     | [ 11 ]        |
| الإسفنجة (رواية)                          | العربيه    | دار مسكلياني للنشر           | 2020  | 313         | لا يوجد                  | [ 12 ]        |
| فصول في الدلالة                           | العربيه    | الدار العربية للعلوم ناشرون  | 2010  | 354         | (ردمك B078CXTCML)        | [ 13 ] [ 14 ] |
| نظريات لسانية عرفنية                      | العربيه    | الدار العربية للعلوم ناشرون  | 2010  | 272         | (ردمك B07M5TT5WV)        | [ 15 ] [ 16 ] |
| زاما 202                                  | العربيه    | Pop Libris Editions          | 2021  | 230         | (ردمك 9789938883367)     | [ 17 ]        |
| دروس في البلاغة                           | العربية    | المركز الثقافي العربي        | 1992  | 197         | لا يوجد                  | [ 18 ]        |
| الأشارات النحوية                          | العربية    | كلية الآداب ولفنون الأنسانية | 2005  | لا يوجد     | (ردمك 26797567941724683) | [ 19 ] [ 14 ] |
| دروس في البلاغة العربية                   | العربية    | المركز الثقافي العربي        | 1994  | 192         | (ردمك 26797567941724685) | [ 20 ]        |
| مراتب الأتساع في الدلالة المعجمية         | العربية    | لايوجد                       | 1995  | لايوجد      | لايوجد                   | [ 21 ]        |
| مدخل في النحو العرفني                     | العربية    | دار سيناترا                  | 2019  | لايوجد      | لايوجد                   | [ 14 ]        |
| نسيج النص                                 | العربية    | المركز الثقافي العربي        | 1993  | 199         | لايوجد                   | [ 22 ]        |
| أنتظام الأسماء في العربية                 | العربية    | مركز النشر الجامعي           | 2019  | 172         | لايوجد                   | [ 23 ]        |
| المنوال الأحتمالي في أنتظام المعجم العربي | العربية    | المنشورات الجامعية بمنوبة    | 2017  | 303         | لايوجد                   | [ 24 ]        |
| الفعل في اللغة العربية                    | العربية    | مركز النشر الجامعي           | 2017  | 163         | (ردمك 978-9973-37-925-2) | [ 25 ]        |
| اللغة والجسد                              | العربية    | مركز النشر الجامعي           | 2017  | 379         | لايوجد                   | [ 26 ]        |
| مدخل في نظرية المزج (ترجمة)               | العربية    | المنشورات الجامعية بمنوبة    | 2013  | لا يوجد     | (ردمك 978-9938-867-04-6) | [ 27 ]        |
| مارك تورنر                                | الأنكليزية | (CLAL)                       | 2013  | لايوجد      | (ردمك 978-9973-085-27-6) | [ 28 ]        |
| نصوص في الترجمة من الأنكليزية             | العربية    | مركز النشر الجامعي           | 2010  | 210         | لا يوجد                  | [ 29 ]        |
| بناة اللغة كلود حجاج                      | العربية    | مركز النشر الجامعي           | 2011  | لايوجد      | لايوجد                   | [ 30 ]        |
| مدينة المرايا (قصص)                       | العربية    |                              | 2022  |             |                          | [ 31 ]        |

### من مقالاته
| اسم المقالة                                                                              | المجلة                  | العدد | السنة | المصدر |
| ---------------------------------------------------------------------------------------- | ----------------------- | ----- | ----- | ------ |
| دراسات في نحو اللغة العربية الوظيفي                                                      | حوليات الجامعة التونسية | 29    | 1988  | [ 32 ] |
| بحث في تجليات البنية الاجتماعية والاقتصادية من خلال الخطاب الإشهاري لدى الباعة المتجولين | الحياة الثقافية         | 55    | 1990  | [ 33 ] |
| مراتب الاتساع في الدلالة المعجمية: المشترك في العربية: مادة "عين" نموذجا                 | مجلة المعجمية           | 10-9  | 1994  | [ 34 ] |
| مراتب الاتساع في الدلالة المعجمية المشترك في العربية                                     | حوليات الجامعة التونسية | 36    | 1995  | [ 35 ] |
| التعبير عن الكمية في اللغة العربية بين المعجم والنحو                                     | مجلة المعجمية           | 13-12 | 1997  | [ 36 ] |
| الاشتراك بين المعجم والنحو: المنوال الاحتمالي في تولد المعجم وانتظامه                    | مجلة المعجمية           | 19-18 | 2003  | [ 37 ] |
| المنوال الاحتمالي في انتظام الجذور في المعجم العربي: ظاهرة التضعيف نموذجا                | حوليات الجامعة التونسية | 47    | 2003  | [ 38 ] |
| استرسال الصوت - استرسال الدلالة: مقولة الجمع نموذجا                                      | حوليات الجامعة التونسية | 49    | 2005  | [ 39 ] |
| حفريات تاريخية في المعجم الذهني العربي: مادة "ص ف ر" نموذجا                              | حوليات الجامعة التونسية | 52    | 2007  | [ 40 ] |